# Schloss Staffort

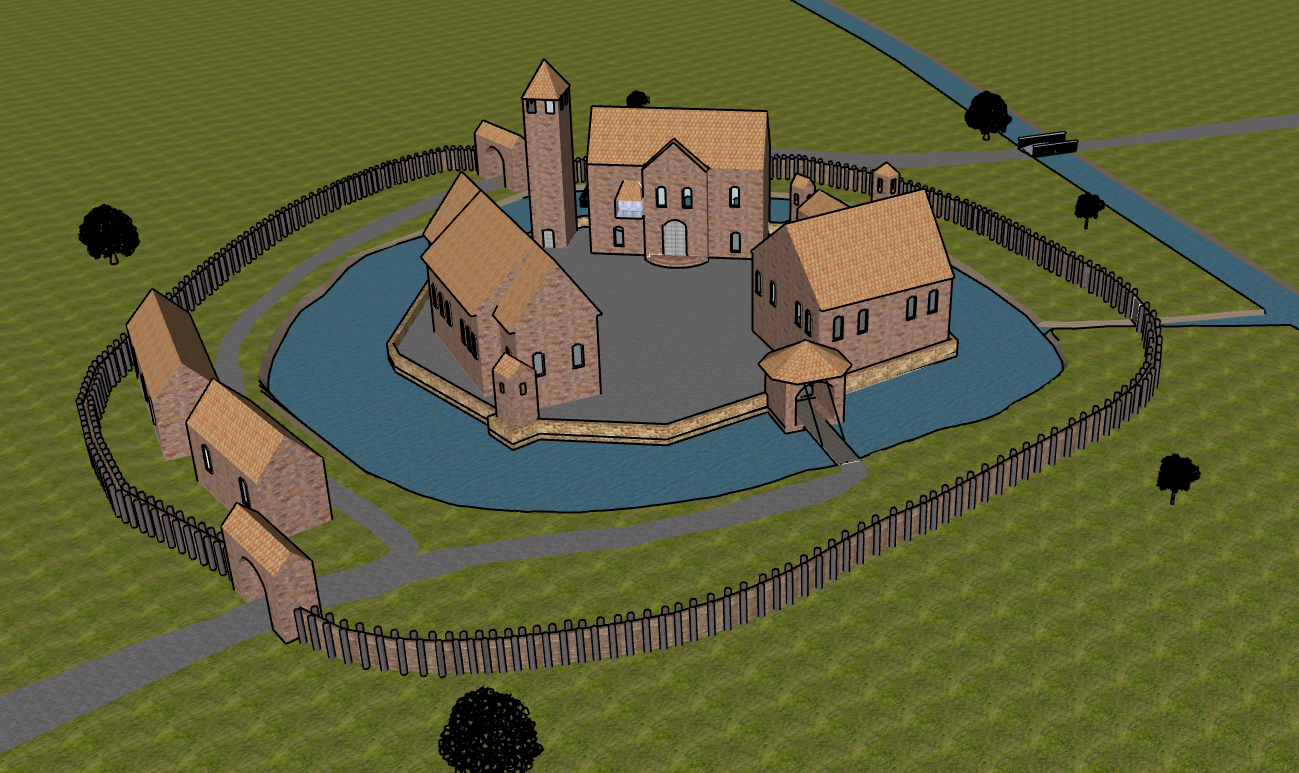
Das Schloss Staffort 1599 (Rekonstruktionszeichnung)

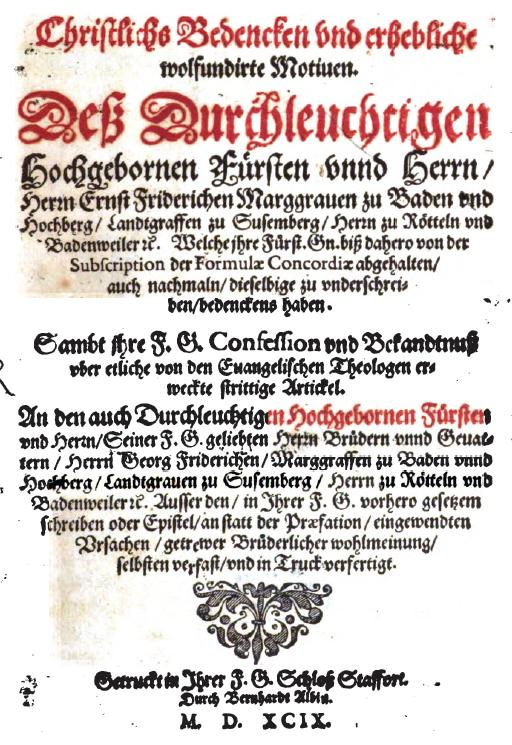
Titelseite des Stafforter Buches von 1599

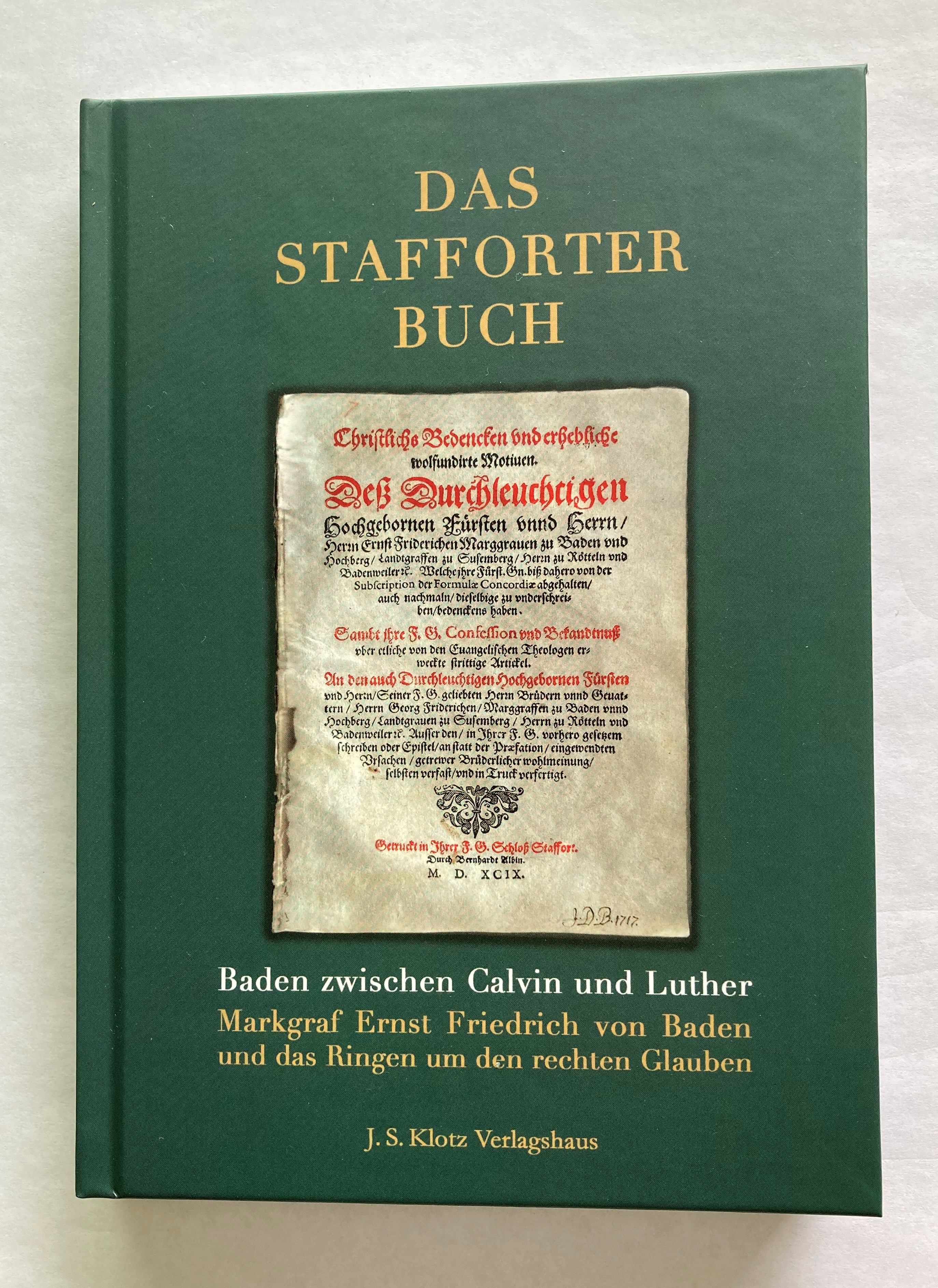
Das Stafforter Buch in aktueller Sprache – J. S. Klotz Verlagshaus

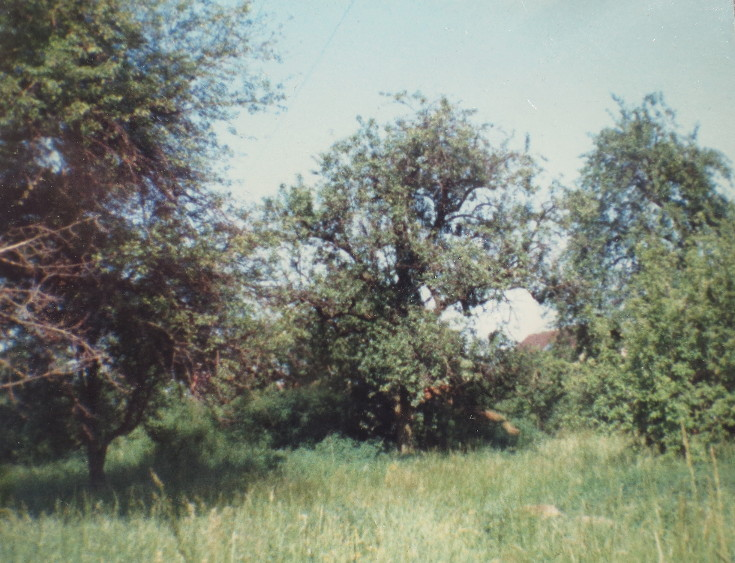
Abraumhügel des ehemaligen Schlosses Staffort um 1980

Das Schloss Staffort (auch Wasserschloss, Wasserburg oder Tiefburg) war das Gebäude in Staffort, einem Ortsteil der Stadt Stutensee, in dem 1599 das Stafforter Buch gedruckt wurde. Als einziges erhaltenes Dokument zum Schlossplan gilt Schmalkalders Plan von 1689, der die Grundmauern-Maße darstellt.

## Geschichte
Bereits zur Römerzeit bestand an der Handelsstraße von Hochstetten zur römischen Station Stettfeld an der „steten Furt“, dem Übergang über den „Sumpfbach“ (der Pfinz), ein römisches Kastell. Hier wurden vier römische Teller mit dem Töpferstempel JUCUNDUS und DOMINA — TUS FE gefunden. Auf den Grundmauern dieser römischen Befestigung wird wohl das steinerne Haus des „Ritters von Staphurt“ entstanden sein. Im Jahr 1157 wird Ruedegerus de Staphurt zum ersten Mal als Dienstmann des Bischofs von Speyer urkundlich erwähnt. Im Jahr 1377 stellte sich Gerhard von Staphurt in den Dienst des badischen Markgrafen als Edelknecht. Nach mehreren Auseinandersetzungen zwischen dem Bischof von Speyer, Ruprecht von der Pfalz und Markgraf Bernhard I. verblieben Schloss und Dorf ab 1424 endgültig in badischem Besitz. Die Anlage samt Wirtschaftsgebäuden wie Pferdestall, Scheune, Vorratshäuser und Waffenhäuser waren von Graben, Wall und Mauer umschlossen. So entstand allmählich die Burg, die später als Schloss bezeichnet wurde.
Die Schlossinsel inmitten des kreisförmig geführten Wassergrabens, der aus der Pfinz gespeist wurde, war im Westen durch einen mit zwei turmartigen Verstärkungen versehenen Mauerzug abgeschlossen, während im Osten Gebäude unmittelbar aus dem Wasser aufragten. Das Torhaus mit achteckigem Pyramidendach und die Zugbrücke über den Graben lagen im Süden. Eine schmale, beidseits von Bäumen begleitete Wasserrinne umzog die ganze Anlage in einiger Entfernung, zwischen sich und dem breiten Hauptgraben einen Gebäudestreifen belassend. Dessen östliche Hälfte umfasste den in regelmäßige Beete aufgeteilten Schlossgarten.
Der westliche Teil war durch Palisaden geschützt und enthielt drei Gebäude, von denen das mittlere als Zollhaus bezeichnet wird. „Gleich am Eingang des Schloßthors an der rechten Seyten, 15 Stufen tief gelegen“ befand sich das Gefängnis.
Das Schloss mit Vogt bzw. Amtmann diente als Grenzstation zum Bistum Speyer und Steuereinnehmer (Finanzamt) der Region. Ein Geleitstein in Schlossnähe bestätigte den militärischen Schutz des Markgrafen auf der Straße von Staffort nach Durlach und umgekehrt. Im Jahr 1600 befahl Markgraf Ernst Friedrich, die Burg für den Verteidigungsfall vorzubereiten, als Zuflucht für einen möglichen Krieg, den er allerdings nicht mehr erlebte: Er starb 1604 bei Remchingen im Alter von 44 Jahren.
Durch das Weiße Regiment, das mit 20.000 Mann 1622 vom Schloss und Dorf Staffort auf der Seite der Protestanten zur Schlacht bei Mingolsheim – der Schlacht am Ohrenberg (1622) – aufbrach, um sich am Dreißigjährigen Krieg (1618–1648) zu beteiligen, war die Stafforter Herrschaft letztmals militärisch bedeutend.
Bis zur Reformationszeit hatte das Schloss eine eigene Kapelle mit einem Frühmessgeistlichen.
Der Garten beim Schloss hatte eine Größe von einem Morgen, ein Obsthain war vorhanden und ein fischreicher Schlossgraben. Das Schloss dürfte zur Reformationszeit in seinem besten Zustand gewesen sein und wurde von Markgraf Ernst Friedrich oftmals besucht. In dieser Zeit beteiligten sich die badischen Markgrafen an den Auseinandersetzungen ihrer Zeit um die „rechte Lehre“. In der schlosseigenen Druckerei entstanden Bücher zur Religionspolitik der Markgrafen von Baden-Durlach. Den literarischen Höhepunkt erlebte das Schloss durch den Druck des „Stafforter Buches“ durch den Buchdrucker Bernhardt Albin im Jahr 1599. Markgraf Markgraf Ernst, ab 1584 Herr der unteren Markgrafschaft, legte damit ein Kompendium der reformierten Lehre vor, womit er versuchte, zwischen der lutherischen und calvinistischen Lehre zu vermitteln.
In kriegerischen Auseinandersetzungen wurde das Schloss verschiedentlich in Mitleidenschaft gezogen oder verwüstet: 1273 wurde die Burg als damaliges Eigentum des Markgrafen Rudolf I. durch den römisch-deutschen König Rudolf von Habsburg zerstört. Im Jahr 1404 war es der Pfalzgraf bei Rhein, der die Burg niederbrannte und das Dorf bis auf die Grundmauern vernichtete. Bauernhaufen aus dem Bruhrain, die dem siegreichen Heere Tillys folgten, plünderten und brandschatzten 1627 Staffort und 1676 wurde es durch französische Truppen zerstört. Ein erneuter Schlag traf das Schloss 1681: Am 10. Juli verursachte ein Blitzschlag in den Turm eine Pulverexplosion, die ihn bis auf die Grundmauern zerriss.

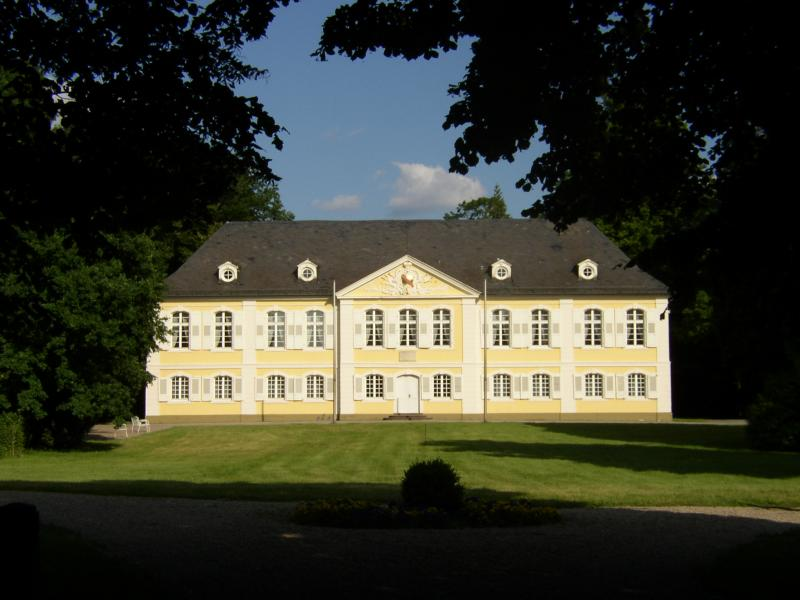
Schloss Stutensee mit Steinen des Stafforter Schlosses erbaut

Im Jahr 1689 vollendeten Frankreichs Truppen unter General Melac während des Pfälzischen Erbfolgekriegs das Zerstörungswerk. Das Dorf, das Schloss und der markgräfliche Bauhof wurden dem Erdboden gleichgemacht. Ein Bericht von 1692 besagt, dass das Stafforter Schloss „ganz und gar verbrannt und zersprengt“ sei. Wenngleich das Dorf und das Schloss im Laufe der Geschichte immer wieder aufgebaut wurde, so verzichtete man nach der letzten Zerstörung auf einen Wiederaufbau des Schlosses.
Die Schlossruinen dienten sowohl dem Bau des Jagdschlosses Stutensee als Steinbruch als auch beim Bau manchem Stafforter Fundaments und der Mühle in Friedrichstal. An Stafforter Scheunen finden sich Mauerstücke aus dem Schloss, auch der Stafforter Kirchhügel soll aus Abraum des Schlosses stammen. Teile eines Türstockes wurden in der Heglach gefunden, konnten aber bisher nicht geborgen werden.
Heute ist ein unscheinbarer Hügel am westlichen Dorfeingang von Staffort, der Schlossbuckel, der bescheidene Hinweis auf das Stafforter Schloss und dessen ehemalige Bedeutung für die Region.